# روبرت أندرسون (ملحن)
روبرت أندرسون (بالإنجليزية: Robert Anderson)‏ هو مغني وملحن أمريكي، ولد في 21 مارس 1919، وتوفي في 15 يونيو 1995.

## وصلات خارجية
- روبرت أندرسون على موقع ميوزك برينز (الإنجليزية)
- روبرت أندرسون على موقع ديسكوغز (الإنجليزية)